# Кузеплак (комуна)
Кузеплак (рум. Cuzăplac) — комуна у повіті Селаж в Румунії. До складу комуни входять такі села (дані про населення за 2002 рік):
- Гелешень (189 осіб)
- Кублешу (33 особи)
- Кузеплак (612 осіб) — адміністративний центр комуни
- М'єрца (185 осіб)
- Петрінду (523 особи)
- Руджиноаса (121 особа)
- Стобору (22 особи)
- Темаша (383 особи)

Комуна розташована на відстані 360 км на північний захід від Бухареста, 26 км на південний схід від Залеу, 37 км на північний захід від Клуж-Напоки.

## Населення
За даними перепису населення 2002 року у комуні проживали 2068 осіб.
Національний склад населення комуни:
| Національність | Кількість осіб | Відсоток |
| -------------- | -------------- | -------- |
| румуни         | 1560           | 75,4%    |
| угорці         | 403            | 19,5%    |
| цигани         | 105            | 5,1%     |

Рідною мовою назвали:
| Мова      | Кількість осіб | Відсоток |
| --------- | -------------- | -------- |
| румунська | 1658           | 80,2%    |
| угорська  | 391            | 18,9%    |
| циганська | 17             | 0,8%     |
| німецька  | 2              | 0,1%     |

Склад населення комуни за віросповіданням:
| Релігія        | Кількість осіб | Відсоток |
| -------------- | -------------- | -------- |
| православні    | 1539           | 74,4%    |
| реформати      | 397            | 19,2%    |
| баптисти       | 63             | 3,0%     |
| п'ятдесятники  | 34             | 1,6%     |
| греко-католики | 12             | 0,6%     |
| римо-католики  | 7              | 0,3%     |